# بيل فوكس
بيل فوكس (بالإنجليزية: Bill Fox)‏ هو سياسي نيوزلندي، ولد في 28 أغسطس 1899، وتوفي في 9 أكتوبر 1994. حزبياً، نشط في حزب العمال النيوزيلندي. وقد انتخب عضو مجلس النواب النيوزيلندي.